# Rosenskovmærke
Rosenskovmærke er en lav, krybende staude med tynde skud og kransstillede, nåleagtige blade. Blomsterne er lyserøde, og planten bruges i haver og parker som bunddække i fuld sol.

## Kendetegn
Rosenskovmærke (Phuopsis stylosa) er en staude med en krybende til opstigende vækst. Skuddene er firkantede i tværmål, klæbrige tynde og furede med få eller ingen hår. Bladene er kransstillede og nåleagtigt smalle med hel bladrand. Begge bladsider er klæbrige, hårløse og lysegrønne. Blomstringen foregår i juni-august. Blomsterne er samlet i endestillede, kuglerunde til halvkugleformede stande. De enkelte blomster er regelmæssige og 5-tallige med lyserøde eller næsten hvide kronblade, langt kronrør og en griffel, der rager langt frem foran kronbladene. Frugterne er spaltefrugter, der bliver til to nødder.
Rodsystemet består af mange, tynde hovedrødder. Skud, som kommer i vedvarende jordkontakt, sætter rødder fra undersiden.
Rosenskovmærke når en højde på 20 cm og en bredde på ca. 50 cm.

## Hjemsted
Rosenskovmærke arten (og dermed slægten) er en relikt, der hører hjemme i skovlysninger, krat og på klippeflader i Azerbaijan og i det nordvestlige Iran, mens den findes dyrket i det vestlige Kina (provinsen Shaanxi). I det nordlige Iran, dvs. langs det Kaspiske Hav, findes uberørte, hyrcane skove med løvfældende og nålebærende træarter. I højder mellem 1.200 og 2.200 m er jorden sandet eller leret med et 35-60 cm tykt muldlag. Her vokser arten sammen med bl.a. Almindelig Ask, Almindelig avnbøg, Almindelig bingelurt, Almindelig brunelle, Almindelig ene, Almindelig gyldenris, Almindelig hundegræs, Almindelig merian, Almindelig mistelten, Almindelig Sanikel, Almindelig taks, Bakkestilkaks,  Berberis integerrima, Bupleurum marschallianum (en art af hareøre), Bærperikon, Campanula involucrata (en art af klokke), Cornus australis (en art af kornel), Crataegus microphylla (en art af hvidtjørn), Digitalis nervosa (en art af fingerbøl), Dueskabiose, Echinops koeltzii (en art af tidselkugle), Erythronium caucasium (en art af hundetand), Filtet soløje, Finnet bispehue, Fruesegl, Fuglekirsebær, Geranium purpureum (en art af storkenæb), Giftig kronvikke, Hamphjortetrøst, Humlesneglebælg, Iransk el, Jødekirsebær, Kaspisk eg, Kastanjeeg, Kirtelbjergmynte, Klæbrig salvie, Korbær, Kristtorn, Lammeøre, Laurbærkirsebær, Lilium ledebourii (en art af lilje), Lægeærenpris, Malus orientalis (en art af æble), Mispel, Navr, Orientalsk avnbøg, Orientalsk bøg, Orientalsk kronvikke, Paeonia wittmanniana (en art af pæon), Papegøjebusk, Plantago atrata (en art af vejbred), Pibekvalkved, Pilealant, Polejmynte, Pragttidløs, Prunus divaricata (en art af blomme), Pyrus hyrcana (en art af pære), Rosa boissieri (en art af rose), Rosenkrave, Rubus persicus (en art af brombær), Rød hestehov, Sevenbom, Skovelm, Skovjordbær, Skovmærke, Skovstar, Skovstilkaks, Stor fladstjerne, Storbladet lind, Sød astragel, Tandrod, Tarmvridrøn, Tidlig alpeviol, Trifolium canescens og Trifolium tumens (arter af kløver), Tyrkisk løn, Tørst, Vicia crocea og Vicia subvillosa (arter af vikke), Vincetoxicum scandens (en art af svalerod), Vårfladbælg og Ædelkortlæbe.

## Galleri
|  |  |  |
|  |  |  |

## Note
1. ↑  Flora of China: Phuopsis stylosa (engelsk)
2. ↑  Flora of China: Phuopsis (engelsk)
3. ↑  Asadolla Mataji, Gavamodin ZahediAmiri, Sasan Babaei og Khosrow HossinAshraf: Biodiversity  in  oak  forests  (Quercus  castaneifolia and Quercus macranthera) in Ramsar, Northern Iran Arkiveret 1. april 2014 hos  Wayback Machine (engelsk)